# Sentinel-Nunatak
Der Sentinel-Nunatak ist ein 680 m hoher, schwarzer und pyramidenförmiger Nunatak an der Nordenskjöld-Küste des Grahamlands auf der Antarktischen Halbinsel. Er ragt im Mündungsgebiet des Drygalski-Gletschers auf.
Der Falkland Islands Dependencies Survey kartierte ihn 1947 und benannte ihn nach dem Eindruck eines Wachpostens (englisch sentinel), den der Nunatak durch seine Lage hinterlässt.